# Aloe pumila
Aloe pumila é uma espécie de liliopsida do gênero Aloe, pertencente à família Asphodelaceae.